# リム出版
株式会社リム出版（リムしゅっぱん、RiM Publishing Co., Ltd.）は、かつて存在した日本の出版社。1993年に経営破綻したのち株式会社リム出版新社が事業を引き継いだ。

## 沿革
1977年3月設立。創業当初は主にタレント本やサブカルチャーに関する書籍を刊行しており、1990年には中牧昭二『さらば桑田真澄、さらばプロ野球』が年間総合19位、ノンフィクション部門で8位の売上を記録した。
1989年、当時の社長・宮崎満教が少年時代にファンだった漫画『8マン』（原作：平井和正、作画：桑田二郎）の愛蔵版全7巻を刊行開始。第6巻では講談社『週刊少年マガジン』での連載中に桑田次郎が銃刀法違反で逮捕される不祥事の影響によりアシスタントが代筆していた最終話「魔人コズマ」のラスト部分を桑田本人が新規に描き起こして収録したのをはじめ、第7巻ではサンデーコミックス版（秋田書店、全5巻）等の既存単行本で未収録となっていた短編作品を単行本初収録したことを謳い50万部以上を売り上げるヒット商品となった。このヒットで勢いに乗ったリム出版では引き続き桑田二郎の『まぼろし探偵』全8巻や『平井和正全集』全100巻（20冊で打ち切り）、円谷プロダクション創業30周年記念企画としてウルトラシリーズのコミカライズ作品を収録した『COMIC'S★ウルトラ大全集』全40巻（4巻で打ち切り）などの大型企画を次々と立ち上げた。
合わせて『8マン』のリバイバルブームを仕掛けるべく実写映画『8マン すべての寂しい夜のために』の企画を立ち上げ、1992年に東京ドームを借り切って上映会を開催したが大失敗に終わり、13億円超の負債を抱えて倒産した。倒産時点での既刊在庫分は受け皿会社として設立されたリム出版新社が引き継いだが『平井和正全集』および『ウルトラ大全集』の刊行はいずれも打ち切りとなった。問題の上映会イベントに一般客として参加した映画監督の河崎実は、前述の銃刀法違反事件やアニメの主題歌を歌唱した克美しげるが1976年に殺人事件で逮捕された経緯に加えてリム出版の倒産と『8マン』に関わった者が次々と不幸になる事象を「ツタンカーメンの呪い」に例えている。
リム出版新社は飯田橋から神保町へ本社を移転し、2006年頃まで新刊を発売していた。2007年以降も法人格は存続しているものの公式サイトは閉鎖されており、休眠会社状態となっている。